# Marinki (obwód kałuski)
Marinki (ros. Маринки) – wieś (dieriewnia) w Rosji, w obwodzie kałuskim, w rejonie żukowskim. W 2021 liczyła 3484 mieszkańców.